# Partit Conservador (Romania)
El Partit Conservador (en romanès Partidul Conservator, PC) fou un partit polític conservador de Romania. El juny de 2015, es va fusionar amb el Partit Liberal Reformista (PLR) per formar l'Aliança de Liberals i Demòcrates (ALDE).

## Història
El partit fou creat el 18 de desembre de 1991 amb el nom de Partit Humanista Romanès (romanès: Partidul Umanist Român). Durant dos anys fou membre de la Internacional Humanista. El 7 de maig de 2005 el partit va canviar el nom a Partit Conservador, perquè el partit havia sofert un canvi d'ideologia, passant del centre a la dreta política. El partit fou fundat per Dan Voiculescu, un home de negocis, fundador i antic propietari de la majoria de canals televisius a Romania.
Tant en les eleccions legislatives de 1992 com en les de 1996 el partit no va obtenir representació parlamentària. Per a les eleccions legislatives del 26 de novembre de 2000 formà una aliança electoral amb el PDSR, tot i que el seu nom no quedava reflectit al nom de l'aliança.
Amb la victòria del PDSR el 2000, el PUR també entrà al govern, tot i que tan sols arribà a ocupar el Ministeri d'Empreses Petites i Mitjanes, dirigit per Silvia Ciornei.
A les eleccions legislatives del 28 de novembre de 2004 el PUR tornà a per aliança electoral amb el Partit Socialdemòcrata (PSD), però aquest cop amb el nom d'Unió Nacional PSD+PUR, aconseguiren 19 diputats i 11 senadors. Després de la complicada formació de govern, el PUR es va desdir del PSD per l'elecció dels presidents del Senat i de la Cambra dels Diputats, i va decidir fomar govern amb el Partit Nacional Liberal (PNL), el Partit Demòcrata (PD) i la Unió Democràtica d'Hongaresos de Romania (UDMR), tot i tractar el President Traian Băsescu d'"hipòcrita".
En el govern de Călin Popescu-Tăriceanu van tenir més Ministeris: un Ministeri d'Estat (dirigit per Gheorghe Copos i Bogdan Pascu), el Ministeri de Comerç i Economia (dirigit per Codruţ Şereş) i el Ministre Delegat de Control (dirigit per Sorin Vicol). El 7 de maig de 2005, van canviar el nom del partit a Partit Conservador, per què segons ells el partit s'havia tornat més conservador, tot i que el partit té tendències esquerranes en diversos aspectes. El 12 de febrer de 2006 va absorbir l'antic partit nacionalista Partit d'Unitat Nacional Romanesa (PUNR). El 3 de desembre de 2006 el Partit Conservador va sortir del govern per desavinences amb els altres partits en no tirar endavant algunes de les seves propostes, i el govern es va haver de reformar,
Tant en les eleccions locals de l'1 de juny de 2008 com en les eleccions legislatives romaneses del 30 de novembre del mateix any el PSD va fer una aliança amb el Partit Conservador (PC), que els van tornar a portar al govern, tot i que un altre cop sense ministeris per al Partit Conservador. Després de les eleccions legislatives romaneses de 2012 Victor Ponta va formar govern en coalició de PSD, PNL, PC i Partit per la Pàtria, Militar i Policial (UNPR).
El juny de 2015, es va fusionar amb el Partit Liberal Reformista (PLR) per formar l'Aliança de Liberals i Demòcrates (ALDE).

## Líders

### Presidents
- Dan Voiculescu 1991-2007 del PUR i del PC
- Daniela Popa 2007-actualitat